# Emma Randall
Emma Randall (5 de junho de 1985) é uma basquetebolista profissional australiana, medalhista olímpica.

## Carreira
Emma Randall integrou a Seleção Australiana de Basquetebol Feminino, em Pequim 2008, conquistando a medalha de prata.